# Shatanhe Shuiku
Shatanhe Shuiku (kinesiska: 沙滩河水库) är en reservoar i Kina. Den ligger i provinsen Sichuan, i den sydvästra delen av landet, omkring 320 kilometer öster om provinshuvudstaden Chengdu. I omgivningarna runt Shatanhe Shuiku växer i huvudsak blandskog.
Genomsnittlig årsnederbörd är 1 699 millimeter. Den regnigaste månaden är september, med i genomsnitt 337 mm nederbörd, och den torraste är december, med 12 mm nederbörd.